# アラキ・ヤスサダ
アラキ・ヤスサダは、架空の日本の詩人。広島原爆の被爆体験を描いたとされ、その作品がアメリカ合衆国で紹介されて反響を呼んだが、のちに掲載誌が架空の人物であったとして謝罪する事件に発展した。アメリカの文学者ケント・ジョンソン教授によって創作されたとされている。
紹介された経歴によれば、アラキは1907年に京都府で生まれた。その後、広島大学を卒業して郵便局員として働き、第二次世界大戦中に兵役に付いた後、1972年にガンで没したという。没後、家族が被爆体験に基づく詩を記したノートを発見し、1990年代にその内容がアメリカの文芸雑誌『American Poetry Review』や『Grand Street』、『Conjunctions』などで紹介され大きな反響を呼んだ。一方でその経歴や関係者の名前に不審な点があったことから、架空の人物ではないかと疑念も持たれていた。結局詩を掲載した雑誌がアラキは実在の人物ではなかったとする謝罪記事を掲載、事件はアメリカ詩壇の構造自体を問う一大スキャンダルとなった。